# Hautefond
Hautefond ist eine französische Gemeinde mit 202 Einwohnern (Stand: 1. Januar 2022) im Département Saône-et-Loire in der Region Bourgogne-Franche-Comté (vor 2016 Bourgogne). Sie gehört zum Arrondissement Charolles und zum Kanton Paray-le-Monial.

## Geographie
Hautefond liegt in der Landschaft Charolais. Nachbargemeinden von Hautefond sind Volesvres im Norden, Champlecy im Nordosten, Lugny-lès-Charolles im Osten und Südosten, Nochize im Süden sowie Paray-le-Monial im Westen.

## Bevölkerungsentwicklung
| Jahr                      | 1962 | 1968 | 1975 | 1982 | 1990 | 1999 | 2006 | 2011 | 2016 |
| Einwohner                 | 181  | 177  | 168  | 175  | 186  | 227  | 215  | 211  | 210  |
| Quelle: Cassini und INSEE |      |      |      |      |      |      |      |      |      |